# Ulrike Drasdo

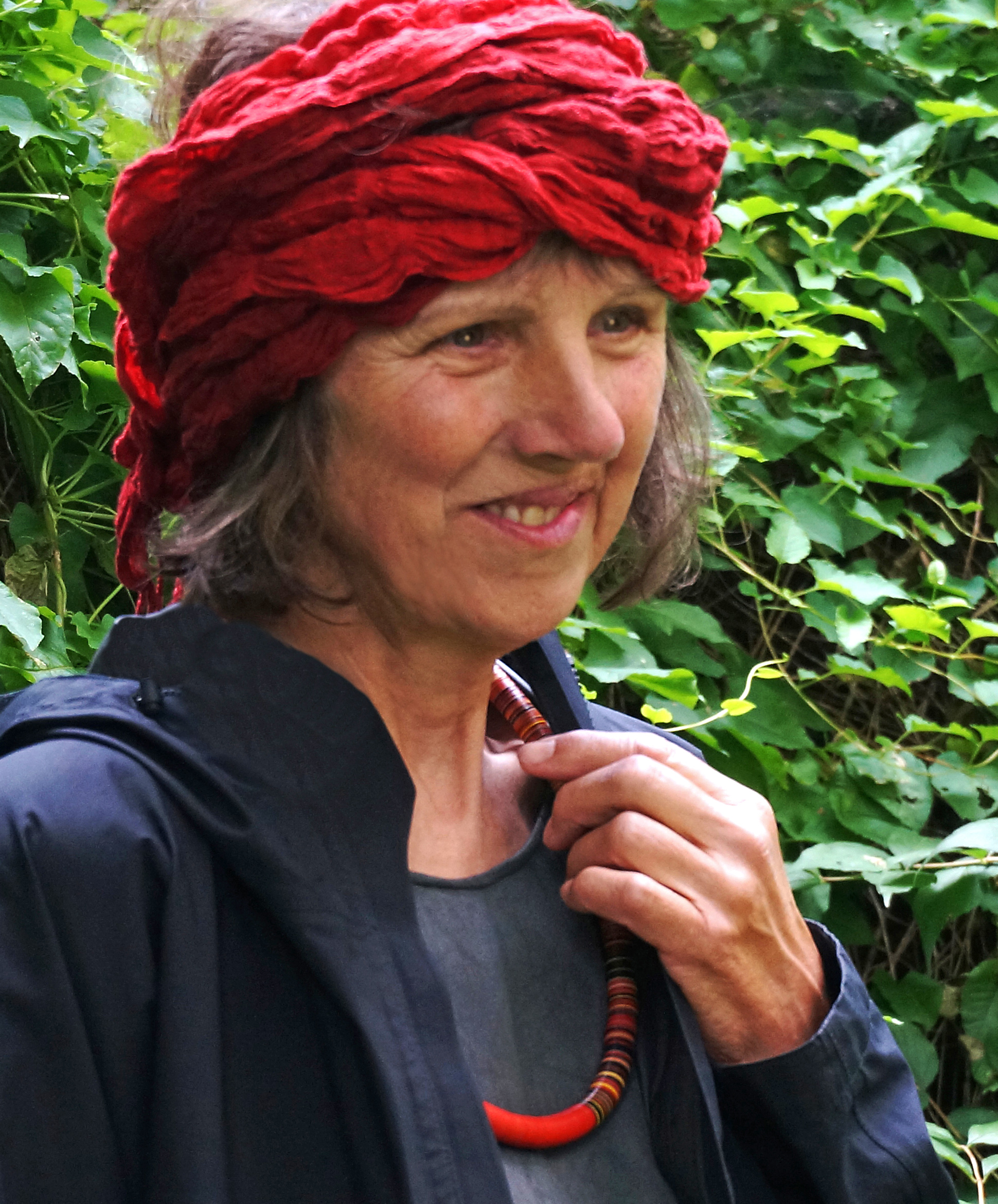
Im Jahr 2012

Ulrike Drasdo (* 9. Juli 1951 in Suhl; † 14. November 2017 in Hohenfelden) war eine deutsche Textilkünstlerin, Kunsthandwerkerin und Philanthropin.

## Leben und Wirken
Nach dem Besuch der Schule und einer Berufsausbildung mit Abitur als Bauzeichnerin folgte für Drasdo von 1971 bis 1974 eine Ausbildung zur Physiotherapeutin. Von 1980 bis 1983 absolvierte sie ein Studium an der Fachschule für angewandte Kunst Schneeberg, das sie als Diplomtextilgestalterin (FH) mit der Vertiefungsrichtung Weben abschloss. Anschließend arbeitete sie freiberuflich in Erfurt. Sie war bis 1990 Mitglied des Verbands Bildender Künstler der DDR und wurde Mitglied in der Gruppe Textil Art Thüringen (TAT). Eine erste Ausstellung folgte 1987. Von 1992 bis 1994 unterrichtete sie an der Erfurter Malschule. 1995 wurde Hohenfelden ihr neuer Wohn- und Schaffensort. Sie war Mitglied im Verband Bildender Künstler Thüringen e. V. und im Bundesverband Kunsthandwerk – Berufsverband Handwerk Kunst Design e. V. (BK). 1997 erhielt sie ein Arbeitsstipendium des Thüringer Ministeriums für Wissenschaft, Forschung und Kunst.

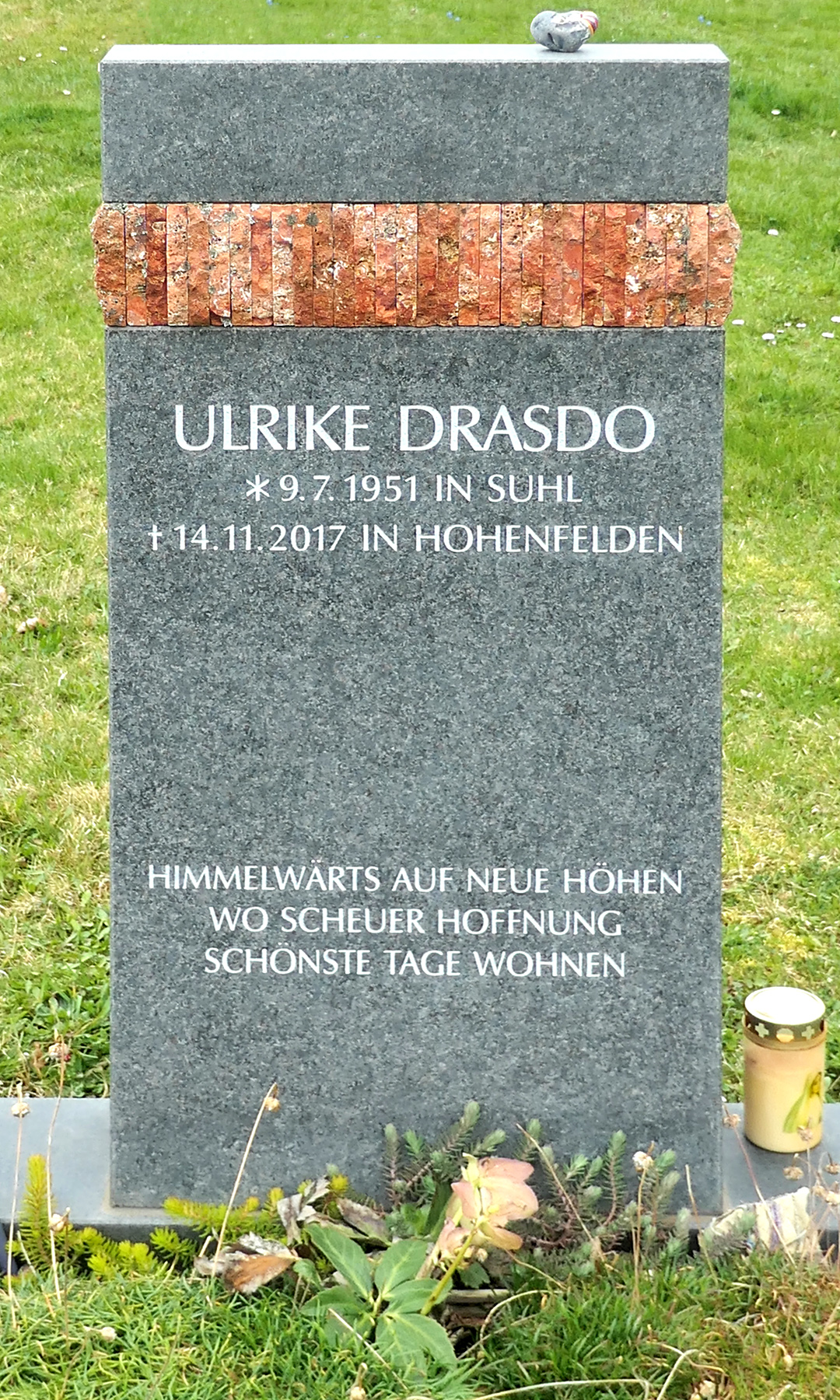
Grabstein der Künstlerin

2002 nahm Drasdo an einer internationalen Forschungsexpedition in die Mount-Everest-Region teil, welche ihr Leben nachhaltig verändern sollte. Neben ihrer künstlerischen Tätigkeit engagierte sie sich fortan mit all ihrer Kraft für sozial Benachteiligte. Sie hielt immer wieder Vorträge, deren Erlöse über die Deutsch-Nepalische Hilfsgemeinschaft Straßenkindern und einer Armenapotheke in Kathmandu zugutekamen. In der Folgezeit reiste sie mehrfach nach Nepal, um dort mit Kindern zu weben. 1997 initiierte sie das Projekt Klangteppich, eine jährliche Kunstwoche für Schüler, die seit 2011 auf Schloss Tonndorf stattfindet. Webkurse für Flüchtlingsfrauen waren ihr letztes Projekt.
2016 erhielt Drasdo den Verdienstorden des Freistaats Thüringen. Nach langer schwerer Krankheit starb sie 2017 in Hohenfelden. Ihr Grab befindet sich auf dem dortigen Friedhof. Der Grabstein trägt eine Inschrift mit Worten der Weimarer Lyrikerin Regina Jarisch.

## Werk
Drasdo war eine wichtige Vertreterin der Thüringer Gegenwartskunst, die mit ihren Webarbeiten an die Tradition des Bauhauses anknüpfte. Durch die Verwendung einer konstruktivistischen und symbolhaften Formensprache in Verbindung mit einer harmonischen Farbgebung, ähnlich dem Spektrum des Regenbogens, zeugen ihre Arbeiten von einer hohen geistigen Reife. Wandbehänge sollten in ihrer Wirkung abstrakten Gemälden gleichen. Ganz anders die Freiluftinstallation Weg und Torbogen zum Bildhauersymposium 2004 in Behringen. Aus Weidenruten und anderem Naturmaterial gelang ihr in Verbindung mit Wasser ein ausdrucksstarker Beitrag.
Werke von ihr findet man in Museen (z. B. Angermuseum Erfurt, Schlossmuseum Gotha, Universitätsmuseum Marburg), sakralen Einrichtungen (z. B. St. Marien Ichtershausen (Wandbehang Labyrinth), Bildungshaus St. Ursula Erfurt (Triptychon Schöpfung, Kreuz, Auferstehung), Betsaal Augusta-Viktoria-Stift Erfurt (Antependium Wege zum Licht)), öffentlichen Einrichtungen und Firmen (z. B. Thüringer Staatskanzlei (Stadtansicht), Konferenzraum Bundesarbeitsgericht (Triptychon Gesetz), Sparkasse Mittelthüringen (Magisches Zentrum), JENOPTIK AG Jena) sowie bei privaten Käufern.

## Ausstellungen (unvollständig)
- 1987: Bauhaus Dessau

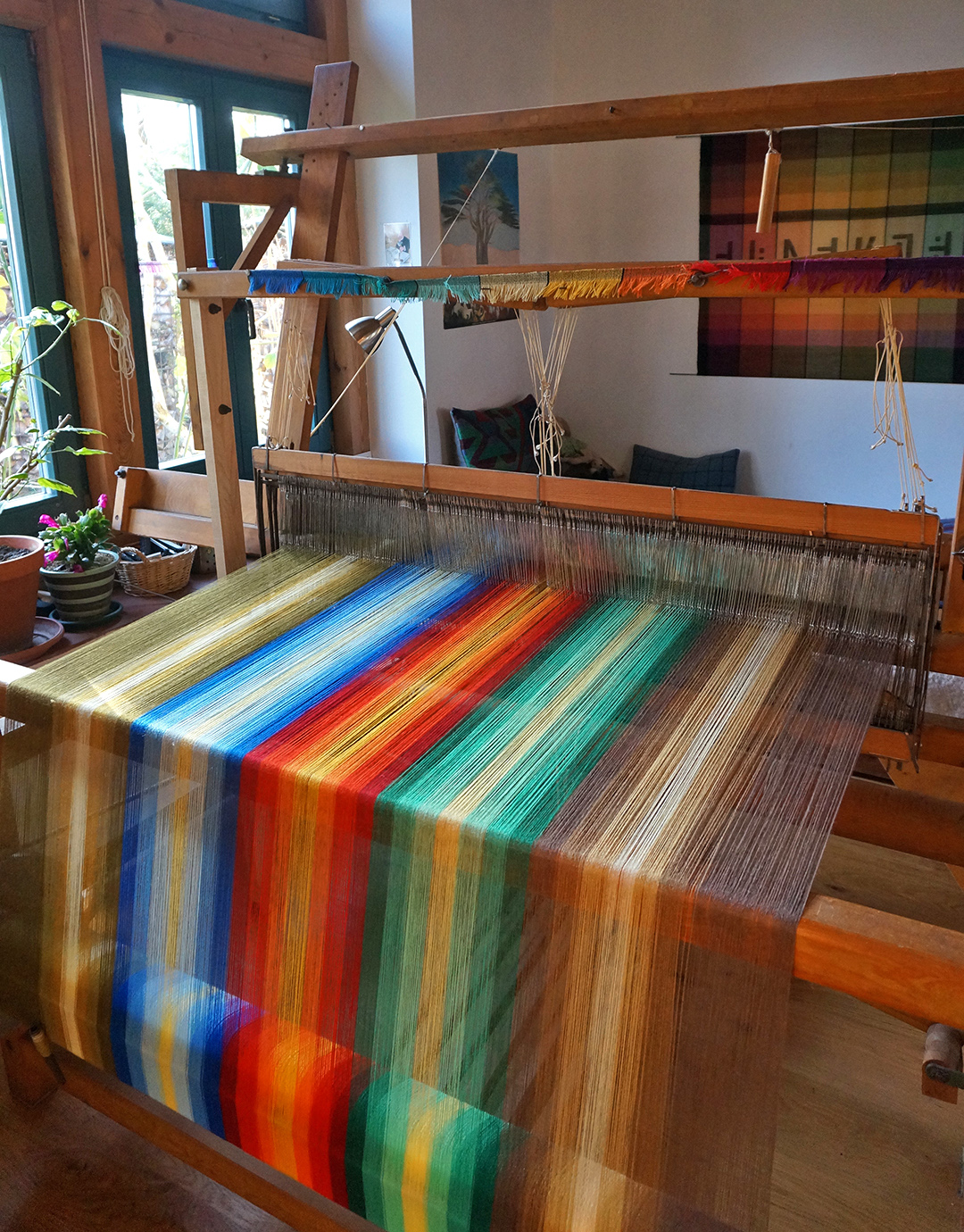
Ihr Webstuhl

- 1987/1988: X. Kunstausstellung der DDR, Dresden
- 1991 und 1998: Angermuseum Erfurt
- 1992: Galerie L’Arte, Vaduz/Liechtenstein
- 1995: Der österliche Festkreis, Staatliches Museum Meiningen
- 1996: Designale, München
- 1998 bis 2014: artthuer Kunstmesse Erfurt
- 1999: Grøner, Oslo
- 2001: Kunsthaus Apolda
- 2002: Landeskunstausstellung Thüringen, Erfurt
- 2005: Stadtkirche Wittenberg und Kulturhof zum Güldenen Krönbacken, Erfurt
- 2006: Thüringer Freilichtmuseum Hohenfelden
- 2009: Anlass Bauhaus, Schuler – Müller Weingarten AG, NL Umformtechnik Erfurt
- 2012: Schlossmuseum Arnstadt
- 2021 postum: Ulrike Drasdo – Weberin aus Berufung, Thüringer Freilichtmuseum Hohenfelden,[12] Webkunst, Lebenskunst, Dorfgemeinschaftshaus Riechheim[13]